# Jesús María Semprún
Jesús María Semprún is een gemeente in de Venezolaanse staat Zulia. De gemeente telt 40.000 inwoners. De hoofdplaats is Casigua El Cubo.